# Васютинська волость
Васютинська волость — адміністративно-територіальна одиниця Золотоніського повіту Полтавської губернії з центром у селі Васютинці.
Станом на 1885 рік — складалася з 4 поселень, 5 сільських громад. Населення — 8229 осіб (4004 чоловічої статі та 4225 — жіночої), 1366 дворових господарств.
|                     | Площа, десятин | У тому числі орної, дес. |
| ------------------- | -------------- | ------------------------ |
| Сільських громад    | 6826           | 4532                     |
| Приватної власності | 1696           | 697                      |
| Казенної власності  | —              | —                        |
| Іншої власності     | 66             | 8                        |
| Загалом             | 8588           | 5237                     |

Поселення волості станом на 1885:
- Васютинці — колишнє державне та власницьке село при річці Коврай за 37 верст від повітового міста, 3998 осіб, 296 дворів, православна церква, 7 постоялих будинків, лавка, 3 лавки, 36 вітряних млинів, 7 маслобійних заводів, базари по середах та 4 ярмарки на рік: Вербової неділі, 1 серпня, 14 жовтня та 9 грудня.
- Котлів — колишнє державне село при річці Річище, 1070 осіб, 175 дворів, 2 постоялих будинки, 9 водяних і 4 вітряних млинів, 2 маслобійних заводи.
- Москаленки — колишнє державне село при річці Річище, 2081 особа, 316 дворів, православна церква, 3 постоялих двори, 3 лавки, базари по четвергах, 3 водяних і 11 вітряних млинів.
- Старе — колишнє державне село при річці Дніпро, 859 осіб, 179 дворів, православна церква, постоялий будинок, 7 вітряних млинів, сукновальня, 2 маслобійних заводи.